# Al Hazm Clubstadion
Het Al Hazm Clubstadion is een voetbalstadion in Ar-Rass, Saoedi-Arabië. Het wordt gebruikt door voetbalclub Al Hazm, dat uitkomt op het tweede niveau, de Saudi First Division. Het stadion heeft een capaciteit van 3.000 bezoekers.